# Tyr
Tyr je lahko tudi eden redko uporabljanih zapisov za libanonsko mesto Tir
Tyr je bil v nordijski mitologiji bog bitk in vojne. 
Upodobljali so ga z eno roko, saj naj bi drugo izgubil, ko se je spopadel z volkom Fenrirjem. Fenrirja naj bi v spopadu premagal in ga uklenil v verige, v katerih bo ostal večno ujet.
Njegov oče je bil ali Odin ali Hymir. Druge različice njegovega imena v germanskih jezikih so Tyz, Ty, Ti, Tiw, Tiu ali Tew in Ziu.